# Nelson Carvajal
Nelson Carvajal Carvajal (Pitalito, 16 de agosto de 1961-Ibidem, 16 de abril de 1998) fue un periodista, docente y político colombiano.
En 2018 la Corte Interamericana de Derechos Humanos condenó al estado colombiano a indemnizar a su familia por la presunta participación del crimen con los sectores políticos, sociales y declarando como crimen de lesa humanidad.

## Biografía
Nació en Pitalito Huila, estudió licenciatura de ética y religión se vínculo a la docencia en 1978. Se incursionó al periodismo en 1986 en dirigir programas de investigación y noticias Noticiero Momento Regional,  Mirador de la Semana y Amanecer en el Campo de Radio Sur aliada de RCN Radio se caracteriza por denunciar hechos de corrupción y lavado de dinero entre los políticos y personas naturales del Huila, hasta su muerte en 1998. Ejerció en la política como concejal de su tierra natal en 1992-1997 en dos períodos.

## Asesinato
En la tarde del 16 de abril de 1998 cuando se desempeñaba como rector y docente del Centro Educativo los Pinos terminada su jornada laboral fue interceptado por dos sicarios en motocicleta la cual le dispararon en siete tiros en diferente parte de su cuerpo, falleciendo instantáneamente y los asesinos huyeron a lugar desconocido.

### Investigaciones y autores
Se iniciaron las investigaciones por el esclarecimiento del crimen en la cuales están implicados por políticos, empresarios el periodista denunciaba revelaciones de actividades lícitas. 
Inicialmente el autor material del crimen fue detenido y posteriormente fue dejado en libertad por faltas de pruebas que vincularía a la participación y se conoció como unas hipótesis del crimen un exalcalde de Pitalito en la cual el periodista había denunciado construcción irregulares días antes de su asesinato que esto fue archivado por carencia de pruebas reales. Esto se involucró a los grupos delincuenciales y hasta las Fuerzas Armadas Revolucionarias de Colombia pero fueron descartados porque el periodista denunciaba interferencias de corrupción y alianza entre los actores políticos y sociales.
En 1999 detuvieron al escritor y empresario Fernando Bermúdez Ardila y dos presuntos implicados, al final los tres fueron absueltos y no hubo ninguna condena por el hecho. Al no esclarecerse el crimen, familiares del periodista acudieron a la Corte Interamericana de Derechos Humanos.
La Corte condenó al Estado colombiano en 2018, señalando que el caso debía seguir abierto ya que no se había avanzado en la investigación e instando a que la Nación reparara a las víctimas, quienes tuvieron que salir del país después del asesinato de su familiar. Un año después, la Fiscalía 95 de la Unidad Delegada ante el Tribunal Superior del Distrito Judicial de Bogotá declaró el homicidio como crimen de lesa humanidad.